# 宇土市院長夫人殺害事件
宇土市院長夫人殺害事件（うとし いんちょうふじん さつじんじけん）とは、2004年（平成16年）3月13日に熊本県宇土市にある診療所で院長夫人が刺殺された殺人事件。本項では、その約7年後に発生した熊本夫婦強盗殺傷事件についても記述する。

## 概要

### 宇土市院長夫人殺害事件
2004年（平成16年）3月13日、ゴルフの練習を終えて帰宅した夫が、自宅の玄関先で妻が血まみれになって倒れているのを発見し通報した。夫は院長である自宅敷地内の診療所で当日午後1時まで診察をしており、県警捜査一課および所轄の松橋警察署（現在の宇城警察署）の捜査により、犯行時刻は夫が自宅を留守にしていた午後2時から3時半ごろとみられる。居間のタンスが物色されるなどの跡があるが、現金や金庫などは盗まれておらず、金銭目的か怨恨かは不明。さらに室内にスニーカーに付いた血による足跡が残されていた。

### 熊本夫婦強盗殺傷事件
Tは2011年（平成23年）2月23日午後6時10分頃、熊本市に住む会社役員の男性宅で「車を家の壁にぶつけた」などとうそを言って、男性の妻に玄関のドアを開けさせ、妻の顔や首、背中などをバタフライナイフで刺して殺害。現金10万円や商品券2万円分を強奪した。さらに午後6時30分頃、帰宅した男性の胸や脇腹などを複数回刺して、全治1か月の重傷を負わせた。
その後、宇土市の現場付近で目撃された車と同じ緑色系の乗用車にTが当時乗っていたことが判明。二つの事件の手口が似ていることから、県警がTを追及したところ、3月23日になって殺害を認めた。24日、奪ったバッグの中にあった財布や事件時に身につけていたとみられる着衣の一部、鈍器が、Tの供述通り熊本市富合町（現在の同市南区）の山中から見つかったため、26日に逮捕した。

## 裁判とその後
2011年（平成23年）10月11日、熊本地裁（鈴木浩美裁判長）で裁判員裁判初公判が開かれ、Tは起訴内容を全面的に認めた。本裁判は宇土市の事件の自白が自首にあたるかどうか、また、この点を含めた量刑が焦点となった。
検察側は冒頭陳述で「いずれの事件も下見して凶器を準備し女性が1人の時を狙っている。言い逃れできないと考えるまで自白しておらず、2遺族は極刑を望んでいる」と宇土市の事件について自首は成立しないと主張した。
一方、弁護側は「いずれも計画段階で殺意はなく、被害者の抵抗を受け偶発的に殺意が生じた。迷宮入りしていた宇土市の事件と被告を結び付ける証拠がない状況で捜査に協力しており、自首と認定すべきだ」などと訴え、2件の事件について、両方とも自首が成立すると主張した。
2011年（平成23年）10月17日、論告求刑公判で検察側はTに死刑を求刑した。
検察側は論告で「経済的利益を得るため、何の落ち度もない被害者の貴重な生命を犠牲にするという犯行動機自体、身勝手で同情の余地はまったくない。両事件の犯行態様は強固な殺意に基づくもので、執拗かつ残虐極まりない。事前に凶器を用意し、下見を行ったうえで指紋を残さないよう手袋をするなど犯行は計画的。被告が罪悪感でなく、交際相手から捜査の進捗状況を聞き逮捕を免れないと思って自首しただけなのは明らか。宇土市の事件で警察官は被告が犯人の可能性が高いと疑っており、被告が取り調べを受けた段階で犯罪を申告しても、自首に当たるはずがない」と宇土市の事件について自首の成立を否定し、犯行態様や計画性なども考慮して死刑が妥当と述べた。
弁護側は「取調官の誘導こそあったが、被告は自発的に犯行を語り始めた。発覚しないで済めばよいと考えていたのは事実だが、いずれ発覚すると覚悟していたし、機会があれば申告しようと考えていた。何より死刑を受ける覚悟のもと自首した。3人の被害者に対する殺意は、いずれも犯行の過程で突発的、偶発的に生じた。被害者や遺族に対し、質問の最後に謝罪の言葉を述べている。被告が事件を深く後悔、反省し、いかなる処分も甘受しようと覚悟していることの表れである。被告には自首の成立など総合考慮されるべき多くの事情がある」と宇土市の事件について自首が成立し、いずれの事件も計画性がないことや真摯に反省していることを踏まえ無期懲役や有期懲役が妥当と述べた。
最終意見陳述でTは「何の罪もない（被害者実名）さんの命を奪って本当にすみませんでした」と、検察席と傍聴席の遺族らに向かって頭を下げた。
2011年（平成23年）10月25日に判決公判が開かれ、熊本地裁はTに求刑通り死刑判決を言い渡した。
最大の争点となった宇土市の事件における自首の成立について「取調官から余罪の取り調べを受け、ごまかせないと感じて自白しており、自発的に申告したとはいえない」として自首の成立を否定した。また、熊本市の事件では自首の成立は認めたが「過大に評価できない」と述べ、情状酌量を認めなかった。
犯行動機についても「動機は身勝手、短絡的で酌量の余地はない。刃物で何度も刺すなど冷酷で、遺族の厳しい被害感情も当然だ」と指摘した。
その上で量刑については「最初の事件の7年後に同様の手口で犯行に及んでおり、情状は最悪。一切の事情を検討しても、極刑で臨むほかない」と結論付けた。
九州・沖縄地方の裁判員裁判で死刑判決が言い渡されたのは初めてで、全国でも横浜港バラバラ殺人事件、川崎アパート3人殺害事件（いずれも控訴取り下げで確定）に続き3人目。
被告人Tの弁護団は控訴したが、2012年（平成24年）4月11日に福岡高裁（陶山博生裁判長）は一審の死刑判決を支持、弁護側の控訴を棄却した。
判決では「被告の犯行を疑った捜査官の取り調べを受け、もうごまかせないとの思いから自白した経緯を考えると、自発的申告ではない」とし、一審が宇土市の事件について自首の成立を否定したことを追認。その上で「約7年間もひた隠しにしており、（自供は）遅きに失した」として、宇土市の事件における自首の成立と死刑回避を求めた弁護側の主張を退けた。
弁護側は上告したが、2012年（平成24年）9月10日にTが最高裁への上告を取り下げたため、Tの死刑判決が確定した。一審が裁判員裁判だった被告の死刑確定は3件目で、九州・沖縄地方では初となる。
2016年（平成28年）11月11日、金田勝年法務大臣の執行命令に基づき福岡拘置所においてTの死刑が執行された。享年45歳。